# ويليام كيلي
ويليام كيلي (بالإنجليزية: William Kelly)‏ (و. 1811 – 1888 م) هو مخترع، من الولايات المتحدة الأمريكية، ولد في بيتسبرغ، بنسيلفانيا، توفي في لويفيل، كنتاكي، عن عمر يناهز 77 عاماً.

## معرض صور

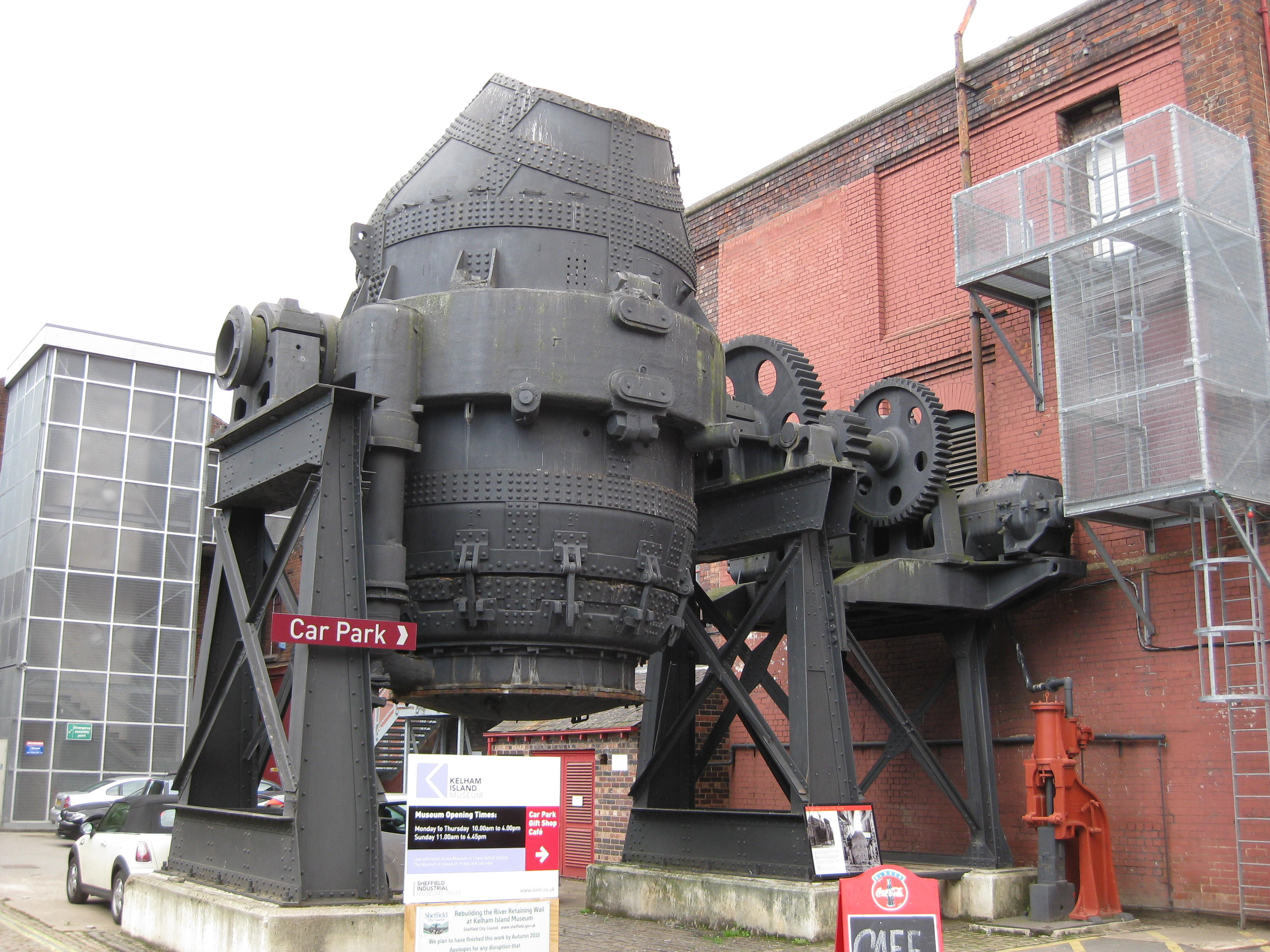
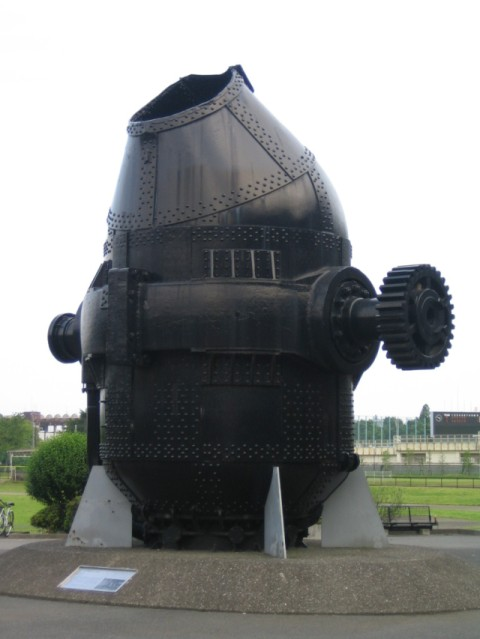
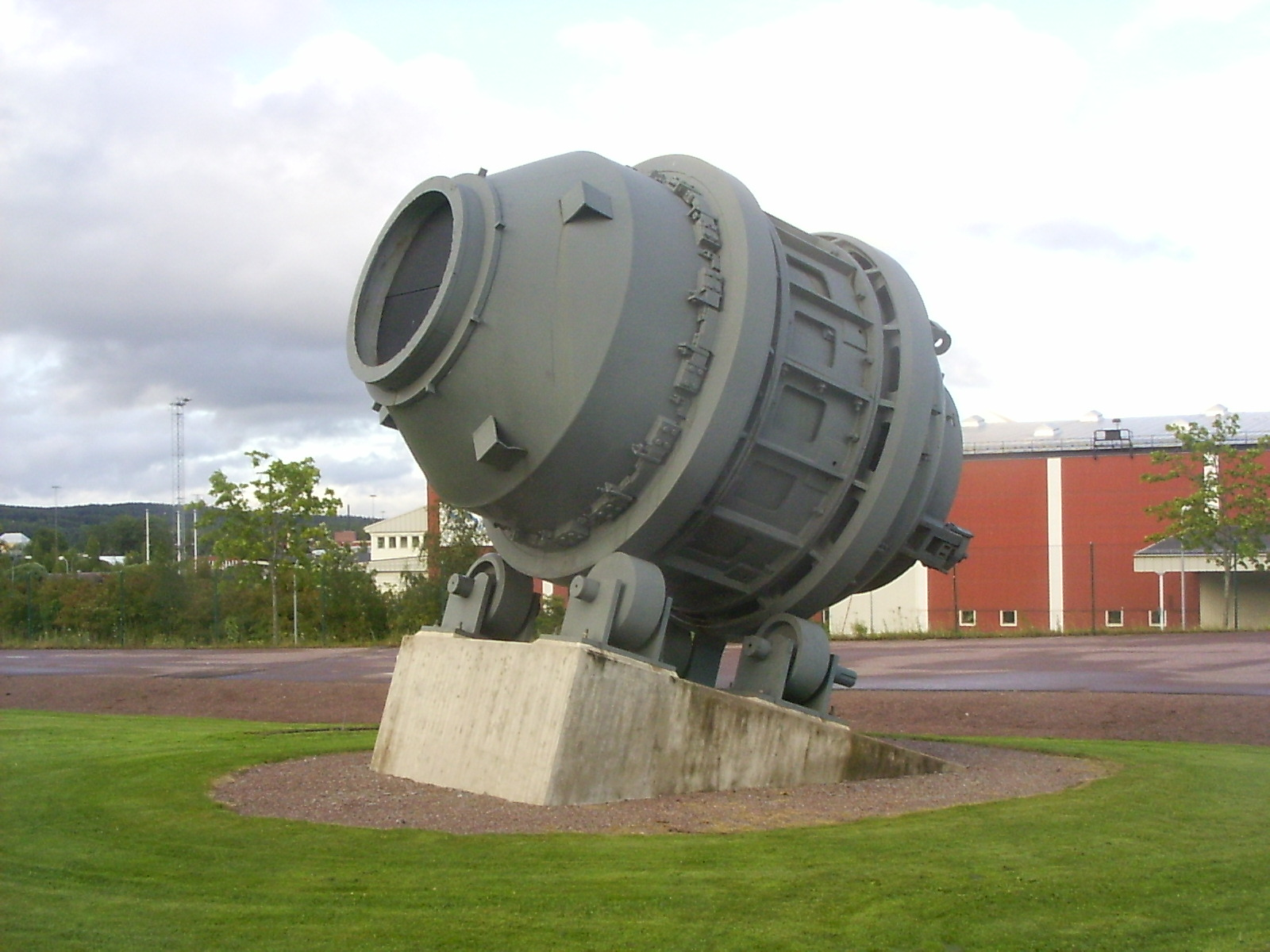
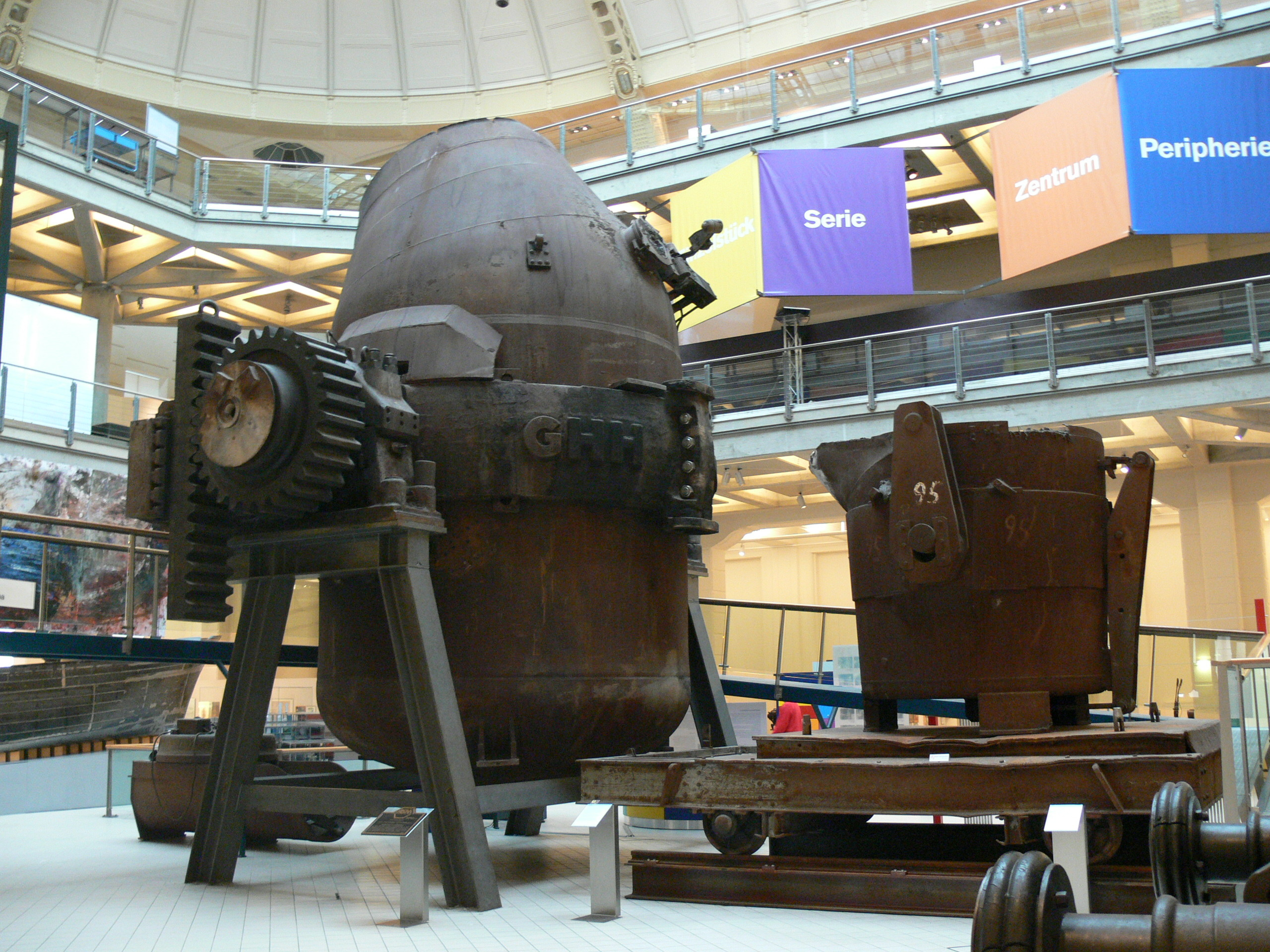